# Sony Ericsson Walkman W8
Sony Ericsson Walkman W8是索尼愛立信在2011年中時在亞太和中國大陸市場推出的行動通訊産品。以內置Walkman播放器為其主要賣點，同樣是該公司推出的首款音樂觸控手機。此手機不論是外形和規格都與之前推出的Sony Ericsson XPERIA X8相當相似。

## 規格[1]
- 通信系統：HSDPA／UTMS／GSM四頻
- 螢幕：3" TFT 320x480
- 處理器：Qualcomm MSM7227 600MHz
- 系統：Android 2.1
- 上市日期：2011年5月

## 數位功能
- 相機功能：320萬像素CMOS
- 影像功能：支援 Geo-tagging
- 記憶體：ROM:128MB 外置: 買機時送2GB MicroSD卡(可擴充至16GB)
- 內建 FM 收音機
- 內建 Walkman Player及Walkman widget
- 音樂與影片支援格式: MP3、AAC、AAC+、MP4、3GP